# Czarkowo (powiat gostyński)
Czarkowo (pol. hist. Czarnkowo) – wieś w Polsce położona w województwie wielkopolskim, w powiecie gostyńskim, w gminie Poniec. Wieś jest siedzibą sołectwa Czarkowo w którego skład wchodzi również miejscowość Franciszkowo.

## Historia
Wieś historycznie należała do Wielkopolski oraz przejściowo do Dolnego Śląska, ma metrykę średniowieczną i jest notowana od XIII wieku. Po raz pierwszy wymieniona została w łacińskojęzycznym dokumencie z 1310 oblatowanym w 1608 pod nazwą Scharncow, w 1393 wymieniona jako Czarnkowo, 1395 Carkowo, 1406 Czarncowo, 1424 Czarcowo, 1454 Czarnkow, 1564 Czarkow.
Miejscowość leżała w pasie granicznym pomiędzy Koroną Królestwa Polskiego, a księstwem głogowskim. W 1310 leżała w księstwie, w dystrykcie ponieckim, który ustanowił książę głogowski Henryk III. W 1449 znajdowała się natomiast w powiecie kościańskim Korony Królestwa Polskiego. W 1410 należała do parafii Poniec.
Była własnością prywatną należącą do lokalnej szlachty wielkopolskiej: Czarnkowskich oraz Zawadzkich. W 1393 dziedzina Czarkowo była przedmiotem sporu sądowego wójta miasta Śremu Dobrogosta z Katarzyną Sławską. W 1420 sąd ziemski nakazał Czewlejowi, niegdyś Łęckiemu, złożyć przysięgę wraz z dwoma szlachcicami, że kopiec narożny pomiędzy Łęką Wielką, a Czarkowem wyznaczony jest prawidłowo według ustalonego prawa. W latach 1395–1428 właścicielem wsi był Gniewosz Czarnkowski z Czarkowa, którego odnotowało kilka dokumentów sądowych kiedy toczył spory o majętności z sąsiadami.
W 1498 wdowa po Janie Czarnkowskim Małgorzata wysyła ze swoich majętności wiennych, w tym z Czarkowa) na wojnę polsko-turecką swojego sługę, który ma służyć u boku szlachcica Mikołaja Zawadzkiego. W 1510 połowa wsi należy do pani Małgorzaty Czarnkowskiej, a druga połowa do pana Mikołaja Zawadzkiego. W 1530 w Czarkowie miał miejsce pobór z 5 łanów. W 1563 pobrano podatki z części Jakuba Czarnkowskiego (alias Skórzewskiego) liczącej 1 i 1/4 łana oraz połowę kwarty, a także od jednej karczmy i trzech komorników. Z części Marcina Zawadzkiego pobrano natomiast z 3,5 łana i od dwóch rzemieślników. W 1580 odbył się pobór z 6 i 3/4 łana, 4 zagrodników, rzemieślnika i wiatraka znajdującego się w dzierżawie dorocznej. W 1539 w opisie wsi Drzewce wspomniano także łąkę Czarnkowską leżącą przy samej granicy z księstwem głogowskim.
Wskutek II rozbioru Polski w 1793 wieś przeszła pod władanie Prus i jak cała Wielkopolska znalazła się w zaborze pruskim. W okresie Wielkiego Księstwa Poznańskiego (1815-1848) miejscowość należała do wsi większych w ówczesnym pruskim powiecie Kröben (krobskim) w rejencji poznańskiej. Czarkowo należało do okręgu krobskiego tego powiatu i stanowiło część majątku Drzewce, którego właścicielem była wówczas (1846) Kunegunda Mycielska. Według spisu urzędowego z 1837 roku wieś liczyła 174 mieszkańców, którzy zamieszkiwali 16 dymów (domostw).
W latach 1975–1998 miejscowość należała administracyjnie do województwa leszczyńskiego.
Zobacz też: Czarkowo, Czarków